# Мураљије (Катанцаро)
Мураљије је насеље у Италији у округу Катанцаро, региону Калабрија.
Према процени из 2011. у насељу је живело 49 становника. Насеље се налази на надморској висини од 336 м.